# Water of Leith
El Water of Leith es el principal río que atraviesa la capital escocesa de Edimburgo. Nace en la cordillera de los Pentland Hills en West Lothian por encima del embalse Harperrig Reservoir que atraviesa. Serpentea a través de todo Edimburgo desde el barrio Balerno en el suroeste hasta el puerto de Leith en el nordeste de la ciudad donde desemboca en el Fiordo de Forth después de un recorrido de 29 km. Su cuenca hidrográfica comprende 117 km².